# Exorista dasyops
Exorista dasyops är en tvåvingeart som först beskrevs av Villeneuve 1943.  Exorista dasyops ingår i släktet Exorista och familjen parasitflugor.
Artens utbredningsområde är Nigeria. Inga underarter finns listade i Catalogue of Life.